# Nagroda Goya dla najlepszego aktora drugoplanowego
Nagroda Goya dla najlepszego aktora drugoplanowego (hiszp. Premio Goya a la mejor interpretación masculina de reparto) – nagroda filmowa przyznawana od 1987 r. przez Hiszpańską Akademię Sztuki Filmowej.
Dotychczasowym rekordzistą w tej kategorii z dwiema statuetkami jest Emilio Gutiérrez Caba.

## Zwycięzcy i nominowani

### 1987–1990
1987: Miguel Rellán – Moja niania (Tata mía)
- Agustín González – Mambru poszedł na wojnę (Mambrú se fue a la guerra)
- Antonio Banderas – Matador

1988: Juan Echanove – Boskie słowa (Divinas palabras)
- Agustín González – Maurowie i chrześcijanie (Moros y cristianos)
- Pedro Ruiz – Maurowie i chrześcijanie (Moros y cristianos)

1989: José Sazatornil – Oczekiwanie w niebie (Espérame en el cielo)
- Ángel de Andrés López – Baton Rouge
- Jorge Sanz – El Lute 2 (El Lute II: Mañana seré libre)
- Guillermo Montesinos – Kobiety na skraju załamania nerwowego (Mujeres al borde de un ataque de nervios)
- José Luis Gómez – Wiosłując z wiatrem (Remando al viento)

1990: Adolfo Marsillach – Markiz Esquilache (Esquilache)
- Enrique San Francisco – Kaczy taniec (El baile del pato)
- Fernando Guillén – Ciemna noc (La noche oscura)
- Juan Echanove – Lot gołębicy (El vuelo de la paloma)
- Juan Luis Galiardo – Lot gołębicy (El vuelo de la paloma)
- Manuel Huete – Lot gołębicy (El vuelo de la paloma)

### 1991–2000
1991: Gabino Diego – Aj, Carmela! (¡Ay Carmela!)
- Juan Echanove – Sama z tobą (A solas contigo)
- Francisco Rabal – Zwiąż mnie (¡Átame!)

1992: Juan Diego – Oniemiały król (El rey pasmado)
- José Luis Gómez – Beltenebros
- Javier Gurruchaga – Oniemiały król (El rey pasmado)

1993: Fernando Fernán Gómez – Belle époque (Belle Époque)
- Gabino Diego – Belle époque (Belle Époque)
- Enrique San Francisco – Orquesta Club Virginia (Orquesta Club Virginia)

1994: Fernando Valverde – Cienie bitwy (Sombras en una batalla)
- Juan Echanove – Moja bratnia dusza (Mi hermano del alma)
- Javier Gurruchaga – Tirano Banderas (Tirano Banderas)

1995: Javier Bardem – Policzone dni (Días contados)
- Óscar Ladoire – Alegre ma non troppo
- Agustín González – Najgorsze lata naszego życia (Los peores años de nuestra vida)

1996: Luis Ciges – Jako w niebie, tak i na ziemi (Así en el cielo como en la tierra)
- Fernando Guillén Cuervo – Usta do ust (Boca a boca)
- Federico Luppi – Prawo pogranicza (La ley de la frontera)

1997: Luis Cuenca – Dobre życie (La buena vida)
- Jordi Mollà – Celestyna (La celestina)
- Mancho Novo – Celestyna (La celestina)

1998: José Sancho – Drżące ciało (Carne Trémula)
- Antonio Valero – Kolor chmur (El color de las nubes)
- Juan Jesús Valverde – Szczury (Las ratas)

1999: Tony Leblanc – Torrente: Przygłupia ręka sprawiedliwości (Torrente, el brazo tonto de la ley)
- Agustín González – Dziadek (El abuelo)
- Francisco Algora – Dzielnica (Barrio)
- Jorge Sanz – Dziewczyna marzeń (La niña de tus ojos)

2000: Juan Diego – Paryż-Timbuktu (París-Tombuctú)
- Mario Gas – Amic/Amat
- José Coronado – Goya (Goya en Burdeos)
- Álex Angulo – Umrzeć ze śmiechu (Muertos de risa)

### 2001–2010
2001: Emilio Gutiérrez Caba – Kamienica w Madrycie (La comunidad)
- Luis Cuenca – Dzieło (Obra maestra)
- Juan Diego – You’re the One (Una historia de entonces)
- Iñaki Miramón – You’re the One (Una historia de entonces)

2002: Emilio Gutiérrez Caba – Otwarte niebo (El cielo abierto)
- Antonio Dechent – Intacto
- Gael García Bernal – Boskie jak diabli (Sin noticias de Dios)
- Eduard Fernández – Pieśń morza (Son de mar)

2003: Luis Tosar – Poniedziałki w słońcu (Los lunes al sol)
- José Coronado – Sejf (La caja 507)
- Carlos Hipólito – Historia pocałunku (Historia de un beso)
- Alberto San Juan – Po drugiej stronie łóżka (El otro lado de la cama)

2004: Eduard Fernández – W mieście (En la ciudad)
- José Luis Gómez – Cudowne światło (La luz prodigiosa)
- Joan Dalmau – Żołnierze spod Salaminy (Soldados de Salamina)
- Juan Diego – Torremolinos 73

2005: Celso Bugallo – W stronę morza (Mar adentro)
- Luis Varela – Zbrodnia ferpekcyjna (Crimen ferpecto)
- Unax Ugalde – Hector (Héctor)
- Juan Diego – Siódmy dzień (El 7° día)

2006: Carmelo Gómez – Metoda (El método)
- Javier Cámara – Życie ukryte w słowach (La vida secreta de las palabras)
- Fernando Guillén – Otros días vendrán
- Enrique Villén – Ninette

2007: Antonio de la Torre – GranatowyPrawieCzarny (Azuloscurocasinegro)
- Juan Diego Botto – Odejdź raz na zawsze (Vete de mí)
- Juan Echanove – Kapitan Alatriste (Alatriste)
- Leonardo Sbaraglia – Salvador

2008: José Manuel Cervino – 13 róż (Las 13 rosas)
- Raúl Arévalo – Siedem stołów bilardowych (Siete mesas de billar francés)
- Emilio Gutiérrez Caba – Wieża Suso (La torre de Suso)
- Carlos Larrañaga – Niedzielne światło (Luz de domingo)
- Julián Villagrán – Pod gwiazdami (Bajo las estrellas)

2009: Jordi Dauder – Camino
- José Ángel Egido – Ślepe słoneczniki (Los girasoles ciegos)
- Fernando Tejero – Szef kuchni poleca (Fuera de carta)
- José María Yazpik – Aurora i archanioł (Sólo quiero caminar)

2010: Raúl Arévalo – Grubasy (Gordos)
- Antonio Resines – Cela 211 (Celda 211)
- Carlos Bardem – Cela 211 (Celda 211)
- Ricardo Darín – Taniec Wiktorii (El baile de la victoria)

### 2011–2020
2011: Karra Elejalde – Nawet deszcz (También la lluvia)
- Álex Angulo – Wielki Vázquez (El gran Vázquez)
- Sergi López – Czarny chleb (Pa negre)
- Eduard Fernández – Biutiful

2012: Lluís Homar – Eva
- Raúl Arévalo – Kuzyni (Primos)
- Juanjo Artero – Nie zazna spokoju, kto przeklęty (No habrá paz para los malvados)
- Juan Diego – 17 godzin (23-F. La película)

2013: Julián Villagrán – Operacja Expo (Grupo 7)
- Ewan McGregor – Niemożliwe (Lo imposible)
- Josep Maria Pou – Śnieżka (Blancanieves)
- Antonio de la Torre – Najeźdźca (Invasor)

2014: Roberto Álamo – Wielka hiszpańska rodzina (La gran familia española)
- Carlos Bardem – Zakochany Skorpion (Alacrán enamorado)
- Juan Diego Botto – Ismael
- Antonio de la Torre – Wielka hiszpańska rodzina (La gran familia española)

2015: Karra Elejalde – Jak zostać Baskiem (Ocho apellidos vascos)
- Eduard Fernández – 9 mil (El Niño)
- Antonio de la Torre – Stare grzechy mają długie cienie (La isla mínima)
- José Sacristán – Magical Girl

2016: Javier Cámara – Truman
- Felipe García Vélez – Nic w zamian (A cambio de nada)
- Manolo Solo – B
- Tim Robbins – Cudowny dzień (Un día perfecto)

2017: Manolo Solo – Za późno na gniew (Tarde para la ira)
- Karra Elejalde – 100 metrów (100 metros)
- Javier Gutiérrez – Drzewko oliwne (El olivo)
- Javier Pereira – Niech Bóg nam wybaczy (Que Dios nos perdone)

2018: David Verdaguer – Lato 1993 (Estiu 1993)
- José Mota – Abrakadabra (Abracadabra)
- Bill Nighy – Księgarnia z marzeniami (La librería)
- Antonio de la Torre – Autor (El autor)

2019:  Luis Zahera – Królestwo (El reino)
- Juan Margallo – Mistrzowie (Campeones)
- Antonio de la Torre – Noc przez dwanaście lat (La noche de 12 años)
- Eduard Fernández – Wszyscy wiedzą (Todos lo saben)

2020: Eduard Fernández – Póki trwa wojna (Mientras dure la guerra)
- Luis Callejo – Pod gołym niebem (Intemperie)
- Asier Etxeandia – Ból i blask (Dolor y gloria)
- Leonardo Sbaraglia – Ból i blask (Dolor y gloria)

### 2021–2030
2021: Alberto San Juan – Sentimental
- Álvaro Cervantes – Adú
- Sergi López – La boda de Rosa
- Juan Diego Botto – Po europejsku (Los europeos)

2022: Urko Olazabal – Maixabel
- Fernando Albizu – Szef roku (El buen patrón)
- Celso Bugallo – Szef roku (El buen patrón)
- Manolo Solo – Szef roku (El buen patrón)

2023: Luis Zahera – Bestie (As bestas)
- Diego Anido – Bestie (As bestas)
- Ramón Barea – Pięć małych wilczków (Cinco lobitos)
- Fernando Tejero – Barcelona 77 (Modelo 77)
- Jesús Carroza – Barcelona 77 (Modelo 77)

2024: José Coronado – Zamknij oczy (Cerrar los ojos)
- Martxelo Rubio – 20 000 gatunków pszczół (20.000 especies de abejas)
- Juan Carlos Vellido – Terapia dla par (Bajo terapia)
- Alex Brendemühl – Creatura
- Hugo Silva – Un amor

2025: Salva Reina – El 47
- Enric Auquer – Casa en flames
- Óscar de la Fuente – La casa
- Luis Tosar – Agentka (La infiltrada)
- Antonio de la Torre – Los destellos

## Wielokrotnie nominowani laureaci
Laureaci nagrody, którzy zdobyli więcej niż dwie nominacje:
| Aktor                 | Nagrody | Nominacje |
| --------------------- | ------- | --------- |
| Antonio de la Torre   | 1       | 7         |
| Juan Diego            | 2       | 6         |
| Eduard Fernández      | 2       | 6         |
| Juan Echanove         | 1       | 5         |
| Agustín González      | 0       | 4         |
| Raúl Arévalo          | 1       | 3         |
| Karra Elejalde        | 2       | 3         |
| José Luis Gómez       | 0       | 3         |
| Emilio Gutiérrez Caba | 2       | 3         |
| José Coronado         | 1       | 3         |
| Juan Diego Botto      | 0       | 3         |
| Manolo Solo           | 1       | 3         |
| Luis Zahera           | 2       | 2         |
| Álex Angulo           | 0       | 2         |
| Carlos Bardem         | 0       | 2         |
| Celso Bugallo         | 1       | 2         |
| Javier Cámara         | 1       | 2         |
| Luis Cuenca           | 1       | 2         |
| Gabino Diego          | 1       | 2         |
| Alberto San Juan      | 1       | 2         |
| Luis Tosar            | 1       | 2         |
| Julián Villagrán      | 1       | 2         |
| Fernando Guillén      | 0       | 2         |
| Javier Gurruchaga     | 0       | 2         |
| Sergi López           | 0       | 2         |
| Enrique San Francisco | 0       | 2         |
| Jorge Sanz            | 0       | 2         |
| Leonardo Sbaraglia    | 0       | 2         |
| Fernando Tejero       | 0       | 2         |